# Transdutor elétrico
Um transdutor elétrico pode ser considerado como um dispositivo elétrico, ou uma rede elétrica por meio da qual a energia elétrica pode passar de um ou mais sistemas de transmissão, para um ou mais sistemas de transmissão simultaneamente. São capazes de transformar uma forma de energia física ou química em energia elétrica ou transformar energia elétrica em outra forma de energia, são normalmente utilizados na instrumentação eletrônica na medição de grandezas físicas e no tratamento de sinais elétricos. Enquanto os sensores são responsáveis por identificar as grandezas a serem mensuradas através de estímulos físicos ou químicos, os transdutores efetivamente convertem as grandezas em sinais elétricos que podem ser interpretados por circuitos analógicos e digitais, porém, grande parte dos sensores comercializados são na verdade transdutores integrados a sensores. 

## Aplicações
Transdutores integrados a sensores fazem parte de todo projeto que envolva instrumentação, estão presentes na indústria, como parte dos processos de automação e controle de qualidade, na medicina, como nos sensores cardíacos e glicêmicos, na telemetria agrícola, automobilística e aeroespacial, entre outras.

## Classificação

#### Quanto ás características elétricas[1]

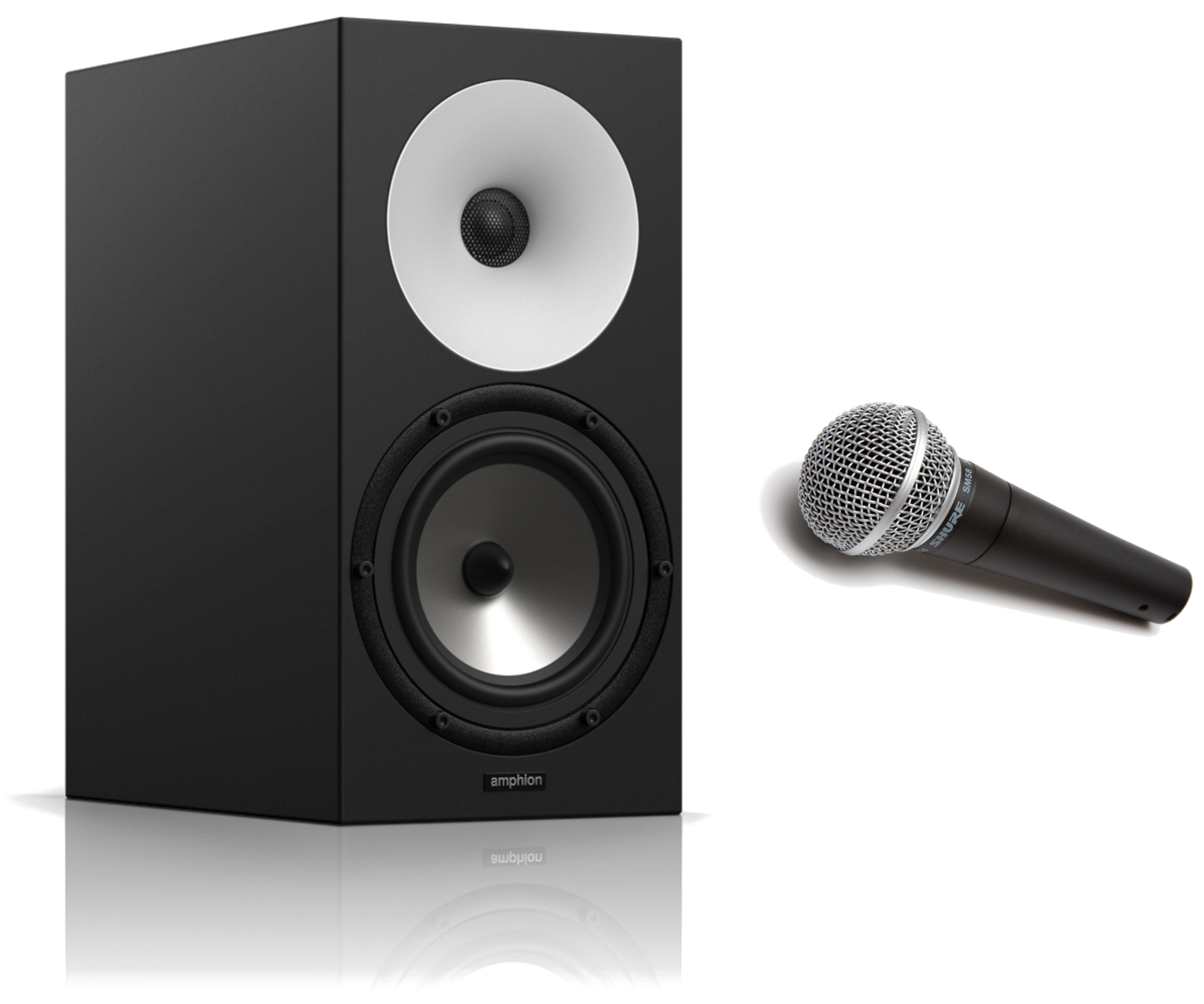
Autofalantes e microfones são exemplos de transdutores

Em relação a suas propriedades elétricas, os transdutores podem ser classificados como:
- Passivos: Os transdutores passivos necessitam de uma fonte de alimentação externa e o sinal de saída é obtido através da variação deste sinal de entrada, é o caso de transdutores resistivos como os fotoresistores e os termoresistores.
- Ativos: Os transdutores ativos não necessitam de uma fonte de energia externa, eles trabalham com base no principio da conversão de energia, este é o caso das células fotovoltaicas, dos transdutores magnéticos e dos transdutores termopares.

#### Quanto ao modo de funcionamento[2]
Em relação ao modo de funcionamento, os transdutores são classificados como:
- Transdutores resistivos: Transdutores resistivos Normalmente estes transdutores empregam os seguintes dispositivos elétricos: potenciômetros e extensômetros elétricos. São aparelhos que utilizam extensômetros elétricos de resistência (EER) para transformar a deformação em um sinal elétrico. O princípio de funcionamento está relacionado ao deslocamento elástico existente na extremidade da viga, v, que é proporcional às deformações específicas nas faces superior e inferior da seções transversais ao longo da viga.

- Transdutor resistivo de posição: Tipo de transdutor que funciona através de uma resistência variável, onde o valor da resistência é obtida por uma variação física, é o caso dos potenciômetros.
- Transdutor resistivo de pressão: Dispositivo que obtém uma variação de resistência através de uma variação na pressão local, como o sensor de pressão piezoelétrico.
- Transdutor capacitivo: Dispositivo capacitor que possui um valor de capacitância variável, seja pela variação da distancia dos terminais elétricos, pela remoção do material dielétrico entre os terminais ou pela variação em um diafragma interno.
- Transdutor indutivo: Transdutores que posem ser tanto ativos quanto passivos, que operam através do conceito indução eletromagnética, podendo ser rotativos ou lineares. Transdutores indutivos Transformadores diferenciais Quando uma corrente alternada (AC) flui através de uma bobina induz uma força eletromotriz, fem , numa bobina vizinha. Esse fenômeno é conhecido como indução eletromagnética. A figura 5 do Anexo, mostra um diagrama esquemático simplificado de um transdutor indutivo utilizado na medida de deslocamentos, conhecido como Linear Variable differential-transformer (LVDT). Geralmente os LVDTs têm três bobinas montadas axialmente, figura 5. A tensão de alimentação (excitação) é aplicada na bobina central, primária. A tensão de alimentação tem forma senoidal, com amplitudes de 3 a 15 Vrms e frequências de 60 a 20.000 Hz. As duas bobinas secundárias, idênticas, são induzidas com tensão senoidal na mesma frequência da alimentação (excitação), porém a amplitude varia com a posição do núcleo de ferro. Quando as bobinas são ligadas em série, com mesma polaridade existe uma posição de núcleo (xi = 0) na qual a tensão de saída E0 se anula, denominado de ponto nulo. Figura 5. Quando o núcleo passa pelo ponto nulo a tensão de saída E0 sofre uma mudança de fase de 180° . O movimento do núcleo, a partir do ponto nulo, provoca uma indutância diferencial nas bobinas secundárias. Com isso a amplitude da tensão de saída, E0 , torna-se dependente da posição do núcleo, para ambos os lados do ponto nulo. Para uma determinada faixa (campo) de deslocamento a relação entre o sinal de saída e o deslocamento correspondente é linear (constante) (K)
- Transdutor piezoelétrico: Transdutores que operam com base no efeito piezoelétrico, detectando variações de pressão em 3 eixos (X,Y,Z), e gerando ondas elétricas harmonicas.
- Transdutor de temperatura: Dispositivos que detectam variações de temperatura, como os termopares e termistores.
- Transdutores fotoelétricos: Transdutor que converte a radiação luminosa em energia elétrica, onde a energia gerada é proporcional a intensidade luminosa incidente.
- Transdutores biológicos: Transdutores que operam com agentes biologicamente ativos, que interpretam sinais eletroquímicos.